# Christmas with Chet Atkins
Christmas with Chet Atkins è un album in studio natalizio di Chet Atkins, pubblicato nel 1961.

## Tracce
Side 1
1. Jingle Bell Rock
2. Winter Wonderland
3. Jolly Old St. Nicholas
4. White Christmas
5. Blue Christmas
6. Jingle Bells
7. Silver Bells

Side 2
1. The Little Drummer Boy
2. Medley: The Coventry Carol/God Rest Ye Merry, Gentlemen
3. The First Noel
4. Hark! The Herald Angels Sing
5. O Come All Ye Faithful
6. Deck the Halls
7. Silent Night